# Лавровишня
Лавровишня (Prunus laurocerasus) е вечнозелено дръвче или храст от семейство розови.

## Характеристика
Височина – от 2 до 6 m. Листата му са тъмно зелени и лъскави от горната страна. Стволът е с твърда обвивка. Семената му са отровни.

## Разпространение
Среща се из горите на Иран, Кавказ, Мала Азия и Балкански полуостров. В България се среща в буковите гори на Средна Стара планина и Странджа.

## Приложение
Използва се в народната медицина. Също и като декоративно растение и за жив плет.